# ألفا بيت الإبرة
ألفا بيت الإبرة (بالإنجليزية: Alpha Pyxidis، تُختصر إلى Alpha Pyx أو α Pyxidis أو α Pyx)‏ هو نجم عملاق في كوكبة بيت الإبرة من التصنيف B1.5III ومتغير بيتا قيفاوس. لهذا النجم كتلة أكبر بعشرة أضعاف من كتلة الشمس وقطرة أكبر من قطر الشمس بست مرات. ودرجة حرارة سطحة 24,300 كلفن ويعادل ضياء النجم حوالي 10,000 ضياء شمسي. ومن المتوقع أن تنتهي حياة النجوم ذات كتلة أكبر من 10 كتل شمسية خلال انفجار على شكل مستعر أعظم.